# Eleição municipal de Itapetininga em 1988
A eleição municipal de Itapetininga em 1988 foi o 10.º pleito eleitoral realizado na história do município. Ocorreu oficialmente em 15 de novembro e foi disputada em turno único, dado que Itapetininga por não ter 200 000 eleitores registrados e aptos ao voto, não atende ao critério eleitoral definido pelo inciso II do artigo nº 29 da Constituição Federal para a realização de um 2.º turno caso nenhum dos candidatos à prefeito alcance maioria absoluta dos votos. Neste caso, o(a) vencedor(a) é escolhido por maioria simples.
Segundo dados do Tribunal Superior Eleitoral, 51 372 eleitores compunham o eleitorado itapetiningano apto a votar para eleger 1 prefeito, 1 vice–prefeito e 19 vereadores para a Câmara Municipal em 1988.

## Candidaturas oficiais
| Nº | Nome                   | Partido | Vice           | Situação   |
| -- | ---------------------- | ------- | -------------- | ---------- |
| 11 | Paulo Ozi              | PDS     | desconhecido   | Não eleito |
| 13 | Theodoros Anatassiadis | PT      | desconhecido   | Não eleito |
| 15 | José Carlos Tardelli   | PMDB    | Edson Giriboni | Eleito     |
| 25 | Fernando Rosa          | PFL     | desconhecido   | Não eleito |

## Resultados eleitorais

### Prefeito(a) eleito(a)
| Candidatos a prefeito(a)   | Candidatos a prefeito(a)    | Candidatos a vice-prefeito(a) | Votação | Votação     |
| Candidatos a prefeito(a)   | Candidatos a prefeito(a)    | Candidatos a vice-prefeito(a) | Total   | Porcentagem |
| -------------------------- | --------------------------- | ----------------------------- | ------- | ----------- |
|                            | José Carlos Tardelli (PMDB) | Edson Giriboni (PMDB)         | 22 122  | 54,09%      |
|                            | Fernando Rosa (PFL)         | desconhecido(a)               | 13 415  | 32,80%      |
|                            | Theodoros Anatassiadis (PT) | desconhecido(a)               | 3 063   | 7,49%       |
|                            | Paulo Ozi (PDS)             | desconhecido(a)               | 2 299   | 5,62%       |
| Total de votos válidos     | Total de votos válidos      | Total de votos válidos        | 40 899  | 40 899      |
| Votos apurados             |                             |                               |         |             |
| Votos válidos              | Votos válidos               | Votos válidos                 | 40 899  | 83,54%      |
| Votos em branco            | Votos em branco             | Votos em branco               | 6 435   | 13,15%      |
| Votos nulos                | Votos nulos                 | Votos nulos                   | 1 619   | 3,31%       |
| Total de votos apurados    | Total de votos apurados     | Total de votos apurados       | 48 953  | 48 953      |
| Participação do eleitorado |                             |                               |         |             |
| Comparecimentos            | Comparecimentos             | Comparecimentos               | 48 953  | 95,18%      |
| Abstenções                 | Abstenções                  | Abstenções                    | 2 419   | 4,82%       |
| Total de eleitores aptos   | Total de eleitores aptos    | Total de eleitores aptos      | 51 372  | 51 372      |
| Fonte: Fundação SEADE      |                             |                               |         |             |

### Vereadores (re)eleitos
No sistema proporcional, pelo qual são eleitos os vereadores, o voto dado a um candidato é primeiro considerado para o partido ao qual ele é filiado. O total de votos de um partido é que define quantas cadeiras ele terá. Definidas as cadeiras, os candidatos mais votados do partido são chamados a ocupá-las. Abaixo encontram-se os candidatos a vereador eleitos e reeleitos para a 10.ª legislatura, iniciada em 1 de janeiro de 1989 e concluída em 31 de dezembro de 1992.
| Nome                   | Partido | Votos Totais | Porcentagem | Situação    |
| ---------------------- | ------- | ------------ | ----------- | ----------- |
| Luiz Honório           | PFL     | 759          | 1,55%       | Eleito(a)   |
| João Nelson            | PFL     | 726          | 1,48%       | Eleito(a)   |
| José Luiz Brigante     | PFL     | 666          | 1,36%       | Eleito(a)   |
| João Sabrão            | PFL     | 666          | 1,36%       | Eleito(a)   |
| César Lemos da Piedade | PTB     | 645          | 1,32%       | Eleito(a)   |
| João Batista Siqueira  | PMDB    | 615          | 1,26%       | Eleito(a)   |
| Edson Carlos           | PMDB    | 601          | 1,23%       | Eleito(a)   |
| José Rubens            | PMDB    | 597          | 1,22%       | Reeleito(a) |
| José Ribeiro           | PDT     | 580          | 1,18%       | Eleito(a)   |
| Antônio Camargo        | PDT     | 549          | 1,12%       | Reeleito(a) |
| Thomaz de Melo Neto    | PFL     | 536          | 1,09%       | Eleito(a)   |
| José Maria             | PMDB    | 536          | 1,09%       | Reeleito(a) |
| Chico do Amaral        | PFL     | 535          | 1,09%       | Eleito(a)   |
| Antônio Ruivo          | PFL     | 529          | 1,08%       | Reeleito(a) |
| Alceu Nanini           | PMDB    | 526          | 1,07%       | Eleito(a)   |
| Xilim                  | PMDB    | 508          | 1,04%       | Eleito(a)   |
| Fuad                   | PT      | 434          | 0,89%       | Eleito(a)   |
| Carlos de Oliveira     | PSDB    | 422          | 0,86%       | Eleito(a)   |
| Omar José Ozi          | PDS     | 314          | 0,64%       | Eleito(a)   |